# Mecysmauchenius puyehue
Mecysmauchenius puyehue is een spinnensoort uit de familie Mecysmaucheniidae. De soort komt voor in Chili.